# ビバリーヒルズ・バム
『ビバリーヒルズ・バム』（Down and Out in Beverly Hills）は1986年のアメリカ合衆国の映画。出演はニック・ノルティなど。
1919年のフランス演劇「素晴らしき放浪者」に基にしており、ジャン・ルノワール監督により公開された1932年の映画に続いて映画化した作品。

## ストーリー
ビバリーヒルズに住むデイヴ・ホワイトマンの家のプールに、浮浪者のジェリーが愛犬ケルアックとともに身投げを図る。
ジェリーを助けたデイヴは彼に知性を感じ、家に引き入れ、身だしなみを整えさせる。
当初デイヴの妻バーバラはジェリーを入れることに反対していたものの、やがて親しくなる。
そして、デイヴの娘ジェニーの拒食症が改善するも、彼女がジェリーと愛し合っていると知らされたデイヴは激怒する。
翌日、ジェリーは一家の飼い犬マチスを連れて家を出てホームレスに戻ろうとするが、最終的に一家に戻る。

## キャスト
| 役名     | 俳優                     | 日本語吹替                                                         | 日本語吹替                   |
| 役名     | 俳優                     | テレビ版                                                           | ディズニー公式版             |
| -------- | ------------------------ | ------------------------------------------------------------------ | ---------------------------- |
| ジェリー | ニック・ノルティ         | 筈見純                                                             | 青野武                       |
| バーバラ | ベット・ミドラー         | 花形恵子                                                           | 弥永和子                     |
| デイブ   | リチャード・ドレイファス | 納谷六朗                                                           | 屋良有作                     |
| オービス | リトル・リチャード       |                                                                    | 飯塚昭三                     |
| ジェニー | トレイシー・ネルソン     | 天野由梨                                                           |                              |
| カルメン | エリザベス・ペーニャ     | 弘中くみ子                                                         |                              |
| マックス | エヴァン・リチャーズ     | 速水奨                                                             |                              |
| フォン   | ドナルド・F・ミュイック  |                                                                    |                              |
| シドニー | ポール・マザースキー     | 峰恵研                                                             |                              |
| ルー     | バリー・プリマス         | 塚田正昭                                                           |                              |
| 少年     | ジョゼフ・マカル         |                                                                    | 坂本千夏                     |
| その他   | N/A                      | 大山高男 伊井篤史 巴菁子 有馬瑞香 速見圭 森一 津田英三 麦人 小関一 | 田原アルノ 片岡富枝 二又一成 |

- ディズニー公式版：初出媒体不明。dTVで配信

## スタッフ
- 監督・製作：ポール・マザースキー
- 原作：ルネ・フォーショワ
- 脚本：ポール・マザースキー、レオン・カペタノス
- 撮影：ドナルド・マカルパイン
- 編集：リチャード・ハルシー
- 音楽：アンディ・サマーズ

日本語版
※テレビ版
- 演出：向山宏志
- 翻訳：井場洋子
- 効果：リレーション
- 制作：東北新社